# Atractus tamaensis
Atractus tamaensis är en ormart som beskrevs av Esqueda och La Marca 2005. Atractus tamaensis ingår i släktet Atractus och familjen snokar.
Artens utbredningsområde är västra Venezuela, delstaten Táchira. Inga underarter finns listade. Honor lägger ägg.